# كوديم درعي
كوديم درعي (الاسم العلمي:Codiaeum peltatum) هو نوع من النباتات يتبع جنس الكوديم من الفصيلة الفربيونية. تم وصف هذا النوع من النبات علمياً لأول مرة من قبل بيتر شو غرين وجاك لابيارديير سنة 1986.